# Муслимов, Муслим Джавидович
Муслим Джавидович Муслимов (август 1998, Рутул, Рутульский район, Дагестан, Россия) — российский военнослужащий, командир роты, участник вторжения на Украину. Герой Российской Федерации (2024), старший лейтенант.

## Биография
С февраля 2022 года был участником вторжения России на Украину. После полученного ранения продолжил службу в своей военной части. 1 февраля 2023 года, после гибели брата в ходе вторжения, его направили на досрочные курсы по подготовке офицеров, по окончании которых он стал младшим лейтенантом. 1 мая 2023 года прибыл на место службы в другую военную часть, откуда сразу же был направлен в зону боевых действий. Его назначили начальником инженерной службы. В октябре 2023 года ему вручили первую боевую награду — медаль «За отвагу». С июня 2023 года он руководил взводом, а в декабре 2023 года получил воинское звание лейтенанта и командовал ротой.
В феврале 2024 года он получил медаль Суворова и стал старшим лейтенантом. Также имеет медаль «За храбрость». За успехи своего подразделения на Авдеевском направлении в марте 2024 года был представлен к высшей награде России. 21 августа 2024 года «Золотую звезду» Героя Российской Федерации ему вручил Министр обороны Российской Федерации Андрей Белоусов.

## Личная жизнь
Родился в августе 1998 года в период службы его отца Джавида в Рутуле в пограничной комендатуре. По национальности — лезгин. Родители выходцы Сулейман-Стальского района. Отец родом из села Сайтаркент, а мать — из села Герейхановское. Является выпускником Аграрного колледжа города Дагестанские Огни.

## Награды и звания
- Медаль «За отвагу» (2023).
- Медаль «За храбрость» II степени (2023).
- Медаль Суворова (2024).
- Герой Российской Федерации (2024).
- Орден «За заслуги перед Республикой Дагестан» (2024)[7].